# Соловичі
Солови́чі — село в Україні, у Турійській селищній громаді Ковельського району Волинської області. Населення становить 589 осіб.

## Географія
Село розташоване на правому березі річки Турії.
На відстані 1,39 км від села розташоване  озеро Черепаха.

## Історія
У 1906 році село Турійської волості Ковельського повіту Волинської губернії. Відстань від повітового міста 25 верст, від волості 7. Дворів 84, мешканців 553.
12 червня 2020 року, відповідно до розпорядження Кабінету Міністрів України № 708-р «Про визначення адміністративних центрів та затвердження територій територіальних громад Волинської області», увійшло до складу Турійської селищної територіальної громади.
19 липня 2020 року, в результаті адміністративно-територіальної реформи та ліквідації Турійського району, село увійшло до новоутвореного Ковельського району. 

## Населення
Згідно з переписом УРСР 1989 року чисельність наявного населення села становила 652 особи, з яких 307 чоловіків та 345 жінок.
За переписом населення України 2001 року в селі мешкала 591 особа.

### Мова
Розподіл населення за рідною мовою за даними перепису 2001 року:
| Мова       | Відсоток |
| ---------- | -------- |
| українська | 98,47 %  |
| російська  | 1,02 %   |
| білоруська | 0,51 %   |

## Особистості
В селі народилися:
- Левуш Сергій Сидорович (нар. 1935) — доктор хімічних наук, професор. Здійснив наукові дослідження високотемпературних піроліз вуглеводнів C1–C7 з метою отримання ацетилену та етилену, а також розроблення технології отримання альдегідів у газовій та рідкій фазах[7].
- Левчук Георгій Петрович (нар. 1934) — український скульптор.
- Тимощук Юрій Антонович (1941—2013) — український військовик, журналіст. Капітан 1-го рангу. Голова Севастопольської міської організації Спілки офіцерів України, заступник голови Конгресу українців Севастополя. Перший головний редактор газети Флот України.

## Пам'ятки
- Загальнозоологічний заказник місцевого значення «Соловичівський»